# Jazzland Recordings
Pour les articles homonymes, voir Jazzland.
Jazzland Recordings est un label discographique norvégien de jazz et de musique improvisée situé à Oslo, souvent associé au nu jazz.

## Histoire
Le label est fondé en 1996 par le pianiste Bugge Wesseltoft pour publier sa «  nouvelle conception du jazz » et fonctionner comme un label indépendant. Il existe trois divisions de Jazzland : Jazzland, Grüner et Acoustic, mais elles sont abandonnées depuis.

## Groupes et artistes
Ils incluent notamment : Greta Aagre, Eivind Aarset, Atomic, Jon Balke, Beady Belle, Mari Kvien Brunvoll, Sidsel Endresen, Torun Eriksen, Ingebrigt Håker Flaten, Håkon Kornstad, Ola Kvernberg, Shining, Mari Kvien Brunvoll, Bugge Wesseltoft, Henrik Schwarz , Wibutee, Håvard Wiik, Rymden, et Dhafer Youssef.